# Kōriyama (Fukushima)
La ciudad de Kōriyama (郡山市 Koriyama-shi?) es una ciudad japonesa localizada en la prefectura de Fukushima.
En 2007, tiene una población estimada de 339.079 habitantes con una densidad de 447.89 habitantes por km². El área total de la ciudad es de 757,06 km².
La ciudad fue fundada el 1 de septiembre de 1924. Antiguamente se denominaba distrito de Asaka. El 1 de abril de 1997 se le concedió el título de ciudad central (中核市 Chūkakushi?)

## Clima
| Parámetros climáticos promedio de Kōriyama (1991–2020) | Parámetros climáticos promedio de Kōriyama (1991–2020) | Parámetros climáticos promedio de Kōriyama (1991–2020) | Parámetros climáticos promedio de Kōriyama (1991–2020) | Parámetros climáticos promedio de Kōriyama (1991–2020) | Parámetros climáticos promedio de Kōriyama (1991–2020) | Parámetros climáticos promedio de Kōriyama (1991–2020) | Parámetros climáticos promedio de Kōriyama (1991–2020) | Parámetros climáticos promedio de Kōriyama (1991–2020) | Parámetros climáticos promedio de Kōriyama (1991–2020) | Parámetros climáticos promedio de Kōriyama (1991–2020) | Parámetros climáticos promedio de Kōriyama (1991–2020) | Parámetros climáticos promedio de Kōriyama (1991–2020) | Parámetros climáticos promedio de Kōriyama (1991–2020) |
| Mes                                                    | Ene.                                                   | Feb.                                                   | Mar.                                                   | Abr.                                                   | May.                                                   | Jun.                                                   | Jul.                                                   | Ago.                                                   | Sep.                                                   | Oct.                                                   | Nov.                                                   | Dic.                                                   | Anual                                                  |
| ------------------------------------------------------ | ------------------------------------------------------ | ------------------------------------------------------ | ------------------------------------------------------ | ------------------------------------------------------ | ------------------------------------------------------ | ------------------------------------------------------ | ------------------------------------------------------ | ------------------------------------------------------ | ------------------------------------------------------ | ------------------------------------------------------ | ------------------------------------------------------ | ------------------------------------------------------ | ------------------------------------------------------ |
| Temp. máx. abs. (°C)                                   | 14.5                                                   | 18.6                                                   | 23.1                                                   | 29.5                                                   | 34.2                                                   | 34.8                                                   | 36.0                                                   | 36.2                                                   | 34.1                                                   | 29.5                                                   | 23.8                                                   | 18.7                                                   | 36.2                                                   |
| Temp. máx. media (°C)                                  | 4.5                                                    | 5.5                                                    | 9.5                                                    | 16.1                                                   | 21.6                                                   | 24.8                                                   | 28.0                                                   | 29.4                                                   | 25.2                                                   | 19.4                                                   | 13.5                                                   | 7.5                                                    | 17.1                                                   |
| Temp. media (°C)                                       | 0.9                                                    | 1.4                                                    | 4.6                                                    | 10.5                                                   | 16.2                                                   | 20.0                                                   | 23.5                                                   | 24.5                                                   | 20.4                                                   | 14.5                                                   | 8.6                                                    | 3.4                                                    | 12.4                                                   |
| Temp. mín. media (°C)                                  | -2.5                                                   | -2.3                                                   | 0.1                                                    | 5.0                                                    | 11.1                                                   | 15.9                                                   | 19.9                                                   | 20.7                                                   | 16.5                                                   | 10.1                                                   | 3.8                                                    | -0.4                                                   | 8.2                                                    |
| Temp. mín. abs. (°C)                                   | -12.0                                                  | -12.5                                                  | -12.8                                                  | -4.4                                                   | 1.5                                                    | 7.8                                                    | 8.8                                                    | 12.0                                                   | 5.4                                                    | -1.0                                                   | -5.8                                                   | -11.1                                                  | -12.8                                                  |
| Precipitación total (mm)                               | 40.9                                                   | 27.6                                                   | 66.1                                                   | 75.4                                                   | 92.2                                                   | 120.6                                                  | 191.2                                                  | 144.4                                                  | 162.7                                                  | 126.5                                                  | 57.8                                                   | 38.1                                                   | 1143.5                                                 |
| Días de lluvias (≥ 1 mm)                               | 7.3                                                    | 5.7                                                    | 9.1                                                    | 9.0                                                    | 9.7                                                    | 11.4                                                   | 14.0                                                   | 11.3                                                   | 11.3                                                   | 8.9                                                    | 6.9                                                    | 7.3                                                    | 111.9                                                  |
| Horas de sol                                           | 128.8                                                  | 140.0                                                  | 170.9                                                  | 181.6                                                  | 195.7                                                  | 148.9                                                  | 138.2                                                  | 164.3                                                  | 125.9                                                  | 133.0                                                  | 129.2                                                  | 124.6                                                  | 1781.1                                                 |
| Fuente n.º 1: Agencia Meteorológica de Japón           |                                                        |                                                        |                                                        |                                                        |                                                        |                                                        |                                                        |                                                        |                                                        |                                                        |                                                        |                                                        |                                                        |
| Fuente n.º 2: Agencia Meteorológica de Japón           |                                                        |                                                        |                                                        |                                                        |                                                        |                                                        |                                                        |                                                        |                                                        |                                                        |                                                        |                                                        |                                                        |

## Transportes
- Carretera:
  - Autopista de Tōhoku
  - Carretera Nacional 4, de Tōkyō a Aomori
  - Carretera Nacional 49, de Iwari a Niigata
- Ferrocarril:
  - JR Tōhoku Shinkansen: Estación Kōriyama, desde Tokio a Hachinohe
  - JR Tōhoku Línea Principal: desde Ueno a Aomori
  - JR Línea Suigun: desde Mito
  - JR Ban'etsu Línea Occidental: desde Niigata
  - JR Ban'etsu Línea Oriental: desde Iwaki